# Johnson-Gletscher
Der Johnson-Gletscher ist ein Gletscher an der Ruppert-Küste des westantarktischen Marie-Byrd-Lands. Er fließt in nördlicher Richtung zwischen den McDonald Heights und dem Bowyer Butte und mündet in das Getz-Schelfeis.
Der United States Geological Survey kartierte ihn anhand eigener Vermessungen und Luftaufnahmen der United States Navy zwischen 1959 und 1965. Das Advisory Committee on Antarctic Names benannte ihn 1966 nach Roland L. Johnson, Bootsmannsmaat der United States Navy und Besatzungsmitglied des Eisbrechers USS Glacier bei der Erkundung dieses Küstenabschnitts zwischen 1961 und 1962.